# André-Ferdinand Hérold
André-Ferdinand Hérold, född 24 februari 1865, död 23 oktober 1940, var en fransk skald.
Hérolds vers var känslig och distingerad. Han brukar inräknas bland symbolisterna. Hérold har gett ut talrika diktsamlingar och dramatiska arbeten, bland annat dramat Floriane et Persigant (1894), mysterieroman La légende de Sainte Libertata (1894), Intermède pastoral (1896), Images tendres et merveilleuses (1891), Au hasard des chemins (1900), La route fleurie (1911), och Guillaume le petit (1919).  År 1937 tillhörde han grundarna av Académie Mallarmé.